# 刘天韵
刘天韵（1907年—1965年），艺名十龄童，男，原籍山东，生于江苏吴江，中国苏州弹词表演艺术家，原上海市人民评弹工作团团长。